# Holothuria (Thymiosycia)
Sous-genre
Synonymes
- Acolpos Brandt, 1835
- Brandtothuria Deichmann, 1958
- Paramicrothele Caso, 1965
- Thymiosicya Pearson, 1914

Holothuria (Thymiosycia) est un sous-genre de concombres de mer de la famille des Holothuriidae. 

## Caractéristiques
Historiquement, ce groupe fut proposé par Joseph Pearson (d) en tant que genre à part entière, mais les données scientifiques récentes l'ont placé au rang de sous-genre du vaste genre Holothuria. Les tentacules buccaux sont protégés par un anneau de longues papilles légèrement dures. 
Au moins deux espèces de ce groupe constituent des complexes d'espèces très difficiles à déterminer : Holothuria impatiens et Holothuria arenicola. 

## Liste des espèces
Selon World Register of Marine Species (3 décembre 2016) :
- Holothuria altaturricula Cherbonnier & Féral, 1984 - Nouvelle-Calédonie
- Holothuria arenicola Semper, 1868 -- Indo-Pacifique ouest
- Holothuria conusalba Cherbonnier & Féral, 1984 -- des Maldives à la Nouvelle-Calédonie
- Holothuria gracilis Semper, 1868 -- Indo-Pacifique
- Holothuria impatiens (Forskål, 1775) -- complexe d'espèces cosmopolite
- Holothuria kerriensis Samyn & Massin, 2024 -- Océan indien occidental et Mer Rouge
- Holothuria macroperona Clark, 1938 -- Australie méridionale
- Holothuria marginata Sluiter, 1901 -- Indonésie
- Holothuria milloti Cherbonnier, 1988 -- Océan indien occidental, de l'Afrique du Sud aux Maldives
- Holothuria minax Théel, 1886 -- Japon
- Holothuria remollescens Lampert, 1888 -- Philippines et peut-être océan Indien jusqu'en Mer Rouge
- Holothuria strigosa Selenka, 1867 -- Océan indien occidental
- Holothuria thomasi Pawson & Caycedo, 1980 -- Caraïbes
- Holothuria truncata Lampert, 1885 -- Pacifique ouest
- Holothuria unicolor Selenka, 1867 -- Caraïbes
- Holothuria zihuatanensis Caso, 1964 -- Pacifique est

Holothuria arenicola
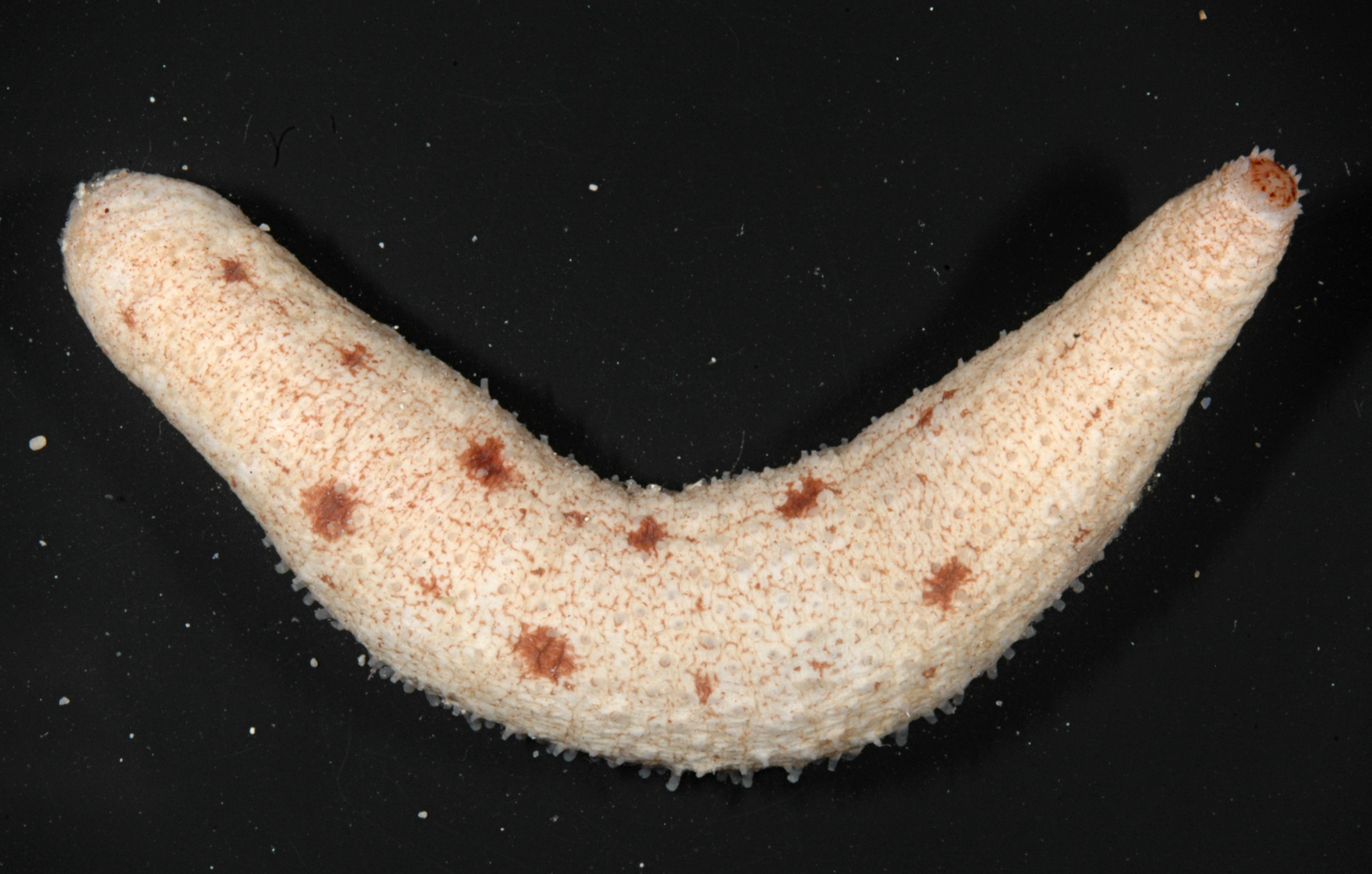
Holothuria conusalba
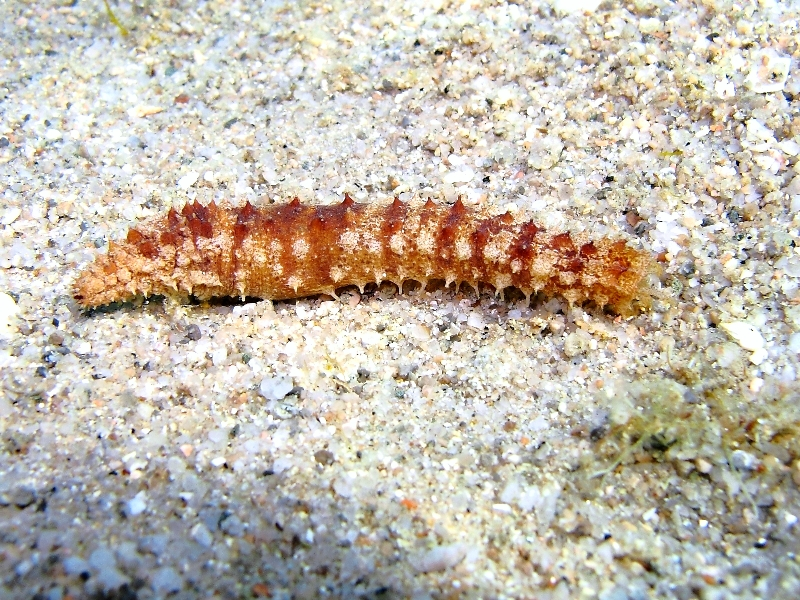
Holothuria impatiens
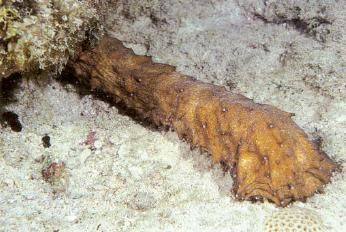
Holothuria thomasi
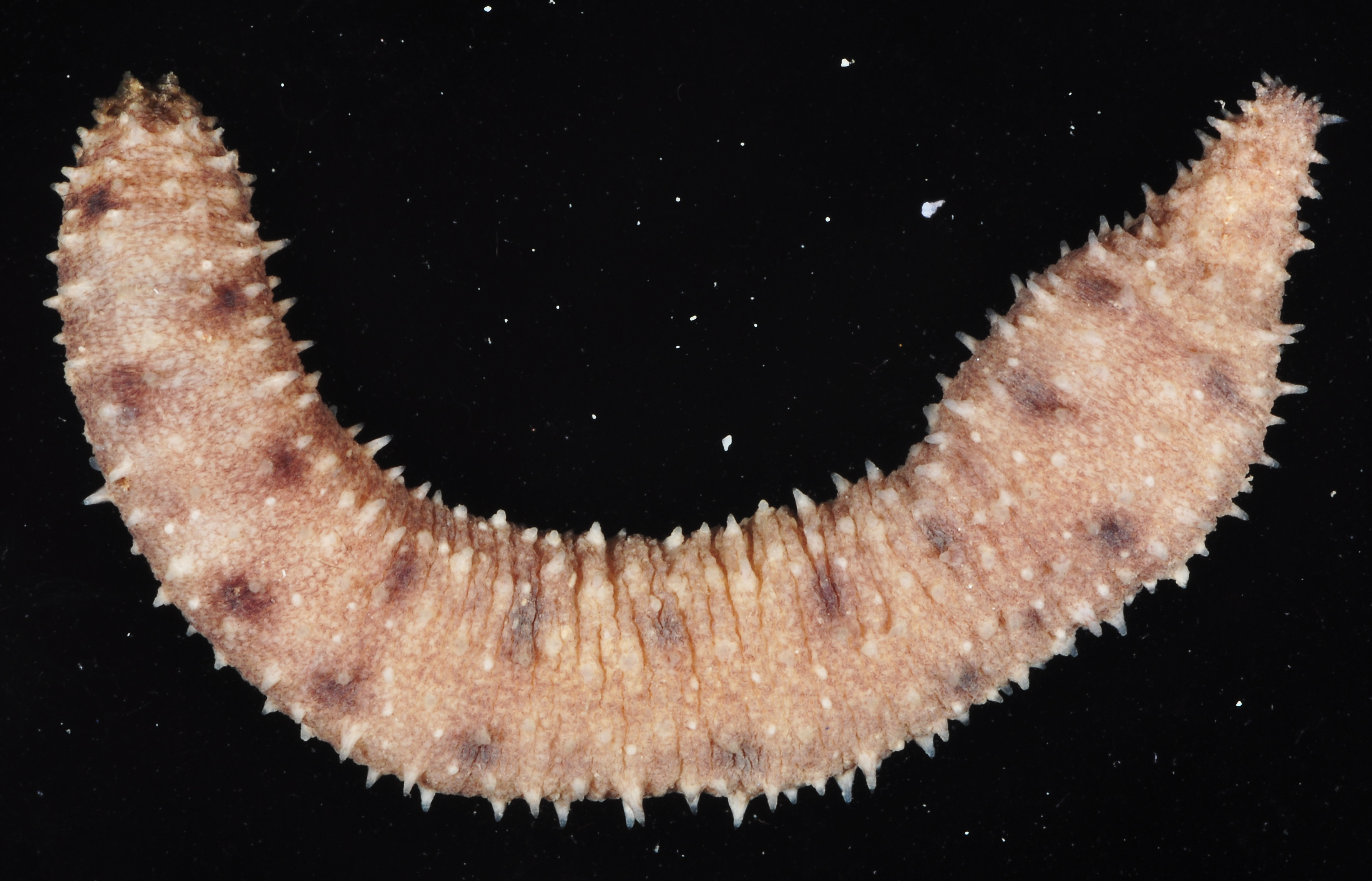
Holothuria unicolor
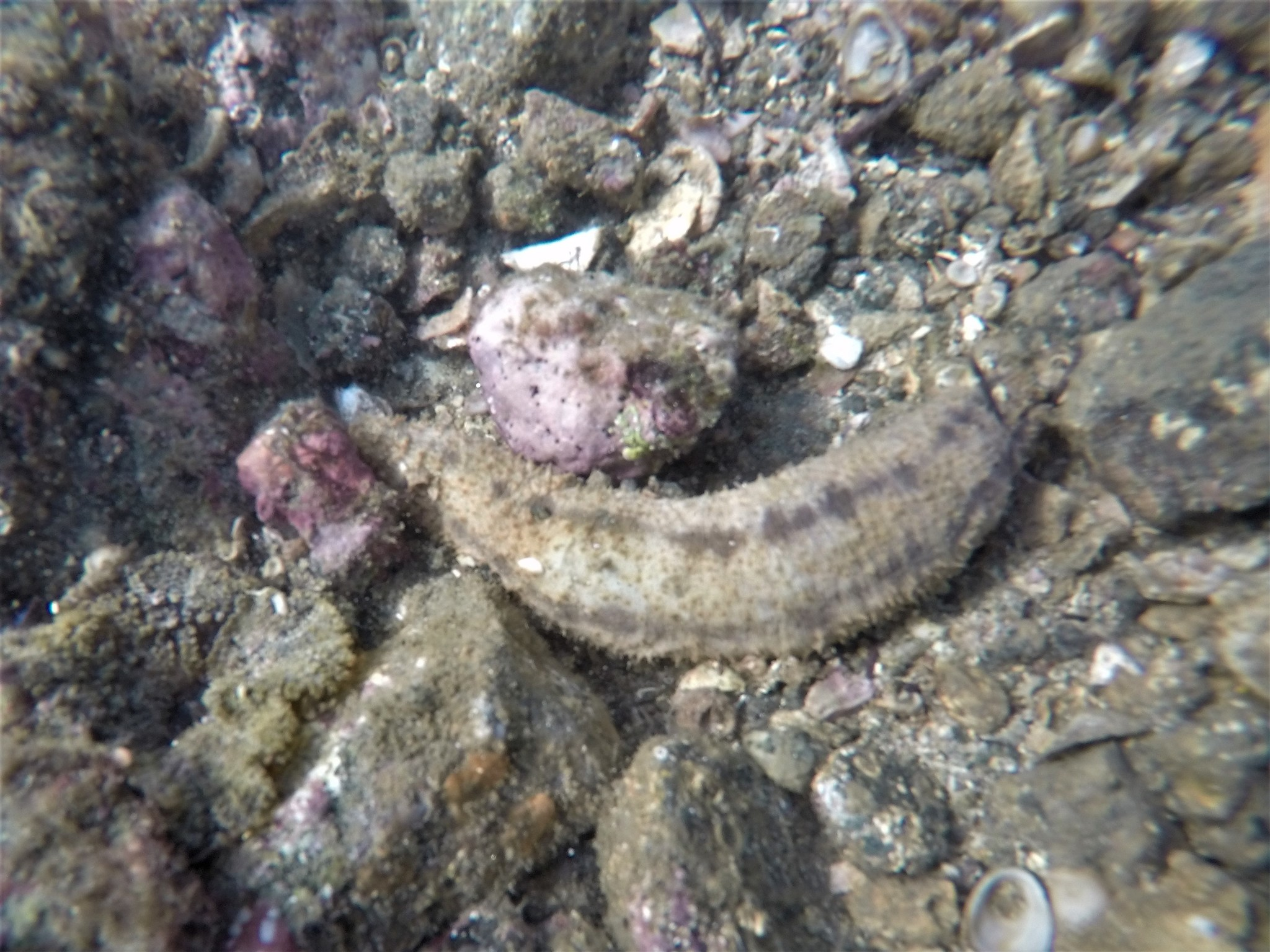
Holothuria zihuatanensis